# Hydriomena griseata
Hydriomena griseata är en fjärilsart som beskrevs av Paul Dognin 1910. Hydriomena griseata ingår i släktet Hydriomena och familjen mätare. Inga underarter finns listade i Catalogue of Life.